# Ibogaină

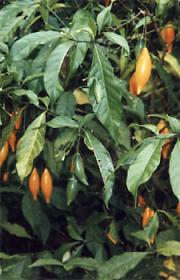
Fructe de iboga (Tabernanthe iboga)

Ibogaina (C20H26N2O) este un alcaloid extras din frunzele și rădăcinile de iboga (Tabernanthe iboga), un arbust tropical din Congo și Gabon. Ibogaina este o triptamină cu o structură asemănătoare cu a hermalinei și cu a 5-metoxi-DMT.
Arbustul iboga aparține genului Tabernanthe și familiei Apocynaceae. Atinge o înălțime de pânã la 1,5 m și se cultivă și ca plantă de grădină. Are frunze lungi, ascuțite, așezate câte două. Florile sunt mici, alb-roz, așezate în ciorchine, fructele sunt mici, ovale. Planta conține o sevă laptoasã, neplăcut mirositoare.
Iboga este o plantă sacră, considerată a avea puteri magice și folosită de secole în Africa de Vest în ritualuri magice și ceremonii de către triburile Bwiti. În doze mari, ibogaina este un stimulent psihic puternic, cu efecte halucinogene.
Pe lângă ibogaină, principalii constituenți din iboga sunt alcaloizi cu structura indolică: coronaridină, tabernantină, ibogamină, iboxygaină.

## Utilizări terapeutice
Ibogaina este folosită contra neurasteniei și atoniei mușchilor. Începând cu anii 1990, clinici particulare folosesc ibogaina în tratamentul dependenței de droguri precum opiacee, heroină, cocaină, alcool, nicotină etc.
În plus, este un tonic ce stimulează mintea și revigorează organismul și de asemenea, un puternic afrodiziac.